# Dante Gabriel Rossetti
Dante Gabriel Rossetti (London, 1828. május 12. – Birchington-on-Sea, 1882. április 9.) angol festő, költő, a preraffaeliták néven ismert író- és művészcsoport legnagyobb költői és festői egyénisége.
Gabriele Rossetti olasz költő fia, Christina Georgina Rossetti angol költőnő testvére.

## Élete
Apja, Gabriele Rossetti mint olasz (nápolyi) politikai menekült jutott el Angliába, ahol nyelvtanítással kereste kenyerét és kedvenc tevékenységének, Dante tanulmányozásának élt. Fia így már gyermekkorában olvasta Dantét és a többi régi olaszt költőt, akiknek hatása egész életére kiterjedt.
Hamarosan a Királyi Művészeti Akadémia növendéke, majd Ford Madox Brown tanítványa lett.
1848-ban vele és nemzedéktársaival: William Holman Hunt-tal és John Everett Millais-zel megalapította az ún. Preraffaelita Testvériséget. Mintaképüknek a Raffaello előtti 15. századi művészetet tekintették. Míg azonban társai a régi olasz mestereket követték, Rossetti már első képeiben (Mária neveltetése, 1850; Az angyali üdvözlet, 1851) romantikus hajlamának, túlfinomult érzéseinek adott kifejezést. Képei idővel mind különösebbek, titokzatosabbak lettek, a modern dekadencia mutatkozik meg bennük. Hajlékony, sajátos kifejezésű női alakjai, melyekhez gyakran Elizabeth Siddal, későbbi felesége szolgált mintául, az angol festészet legismertebb alkotásai közé tartoznak. Tüdőbeteg feleségének korai halála (1862) mélabússá tette.
Rossetti a trecento világából, elsősorban Dantéból merített ihletet. Mint festő vászonra vitte az Isteni színjáték és az Új Élet (La Vita Nuova) egyes jeleneteit, és egyik legkorábbi költői munkáját is Dante művészetének szentelte: angolra fordította a La Vita Nuovát. A régi olasz költők műveinek fordítását 1861-ben The early Italian poes, from Civollo d'Alcano to Dante Alighieri címmel jelentette meg.
Fiatal korától fogva írt eredeti verseket is, így egyikét leghíresebb költeményeinek, a The blessed Damozelt alig 19 éves korában, Dante hatása alatt írta; de verseivel csak jóval később lépett a nyilvánosság elé. Eredeti költeményeinek kiadásával 1870-ben óriási feltűnést keltett; egyesek egekig magasztalták, mások erkölcstelenséggel, romlottsággal vádolták. 1881-ben tette közzé következő, balladákból és szonettekből álló kötetét. 
Összegyűjtött műveit halála után testvére adta ki Collected works címmel (két kötet, London, 1886).

## Költészetéről
A prerafaeliták múlt felé fordulása kezdetben balladák írására indította, de ezek nem emelkednek ki a 19. század más balladái közül, kissé modorosak. A régi olasz költőkkel és Dantéval való foglalkozás hatása alatt szonetteket kezdett írni, az olasz szonett szigorú rímeivel; „…és csodálatosképpen ezek az enyhén archaizáló szonettek modernek, elevenek és megrázóak. – írta róluk Szerb Antal. – Nehéz megmondani, miből áll Rossetti modernsége, miért ő a legrégibb angol költő, akit már úgy olvas az ember, mintha kortársunk volna. A szonettnek, mondja Rossetti egy versében, tiszteletre méltónak kell lenni „for its arduous fullness", izzó teljessége révén. Talán ez az izzó teljesség teszi. Egy szonettbe annyi érzéstartalmat tömörít, amennyiből Byron egy elbeszélő költeményt, Shelley egy hosszú elmélkedő ódát írt volna; itt döntő fontosságú minden szó, még a rímek is és a mondatok bonyolult csavarodása a rímek körül. (…) Rossettinél a biztonság érzése ragad meg, abban gyönyörködünk, hogy Rossetti ezeket a verseket meg tudta csinálni, a mesterség tökéletes fölényével, mint ahogy a festők dolgoznak.”